# Anna Elisabeth Fehrs
Anna Elisabeth Fehrs (* 1875 in Itzehoe; † 1962 ebenda) war eine Schleswig-Holsteiner Komponistin und Klavierlehrerin.

## Leben
Anna Elisabeth Fehrs war die Tochter des Itzehoer Lyrikers und niederdeutschen Erzählers Johann Hinrich Fehrs und seiner Frau Maria Amalia Fehrs (geb. Rehquate), welche Mitbegründerin der Auguste-Viktoria-Schule in Itzehoe war, zu damaligen Zeiten eine höhere Mädchenschule. Sie wuchs als einziges überlebendes Mädchen mit fünf Brüdern auf.
Anna Elisabeth Fehrs vertonte zahlreiche (hochdeutsche sowie niederdeutsche) Texte ihres Vaters für Gesang mit anspruchsvoller Klavierbegleitung und veröffentlichte die Noten u. a. in den Bänden „Holstenlieder“ und „Heideweben“ (1926). In einem zeitgenössischen Kalender wird sie beschrieben als „melodisch sehr begabte, volkstümlich-schlicht empfindende Komponistin namentlich der plattdeutschen Gedichte ihres Vaters“.
Die Noten sind im Besitz der Fehrs-Gilde, die das Erbe von Johann Hinrich Fehrs und seiner Familie bewahrt und pflegt.

## Veröffentlichungen
- Vier Lieder im Volkston. Für eine Singstimme mit einfacher Klavierbegleitung, 1914
- Holstenlieder. Für eine Mittelstimme mit einfacher Begleitung. Oscar Brandstetter Verlag, Leipzig 1926
- Heideweben. 5 Gedichte von Johann H. Fehrs. Für eine Mittelstimme mit einfacher Begleitung. Oscar Brandstetter Verlag, Leipzig 1926
- Drei Neue Lieder. Für eine Mittelstimme mit Klavierbegleitung. Oscar Brandstetter Verlag, Leipzig 1935